# キャッシュ・アスムッセン
キャッシュ・アスムッセン（Cash B.Asmussen、1962年3月15日 - ）は、アメリカ合衆国及びフランスで活動していた騎手である。アメリカ合衆国サウスダコタ州エイガー出身。ブライアン・キース・アスムッセン（Brian Keith Asmussen）という名だったが、1977年に改名した。父キース、母マリリン、弟スティーヴンは調教師である。

## 人物
1979年に騎手になると、1年目からG1競走のベルデイムステークスなどに勝利、エクリプス賞最優秀見習い騎手を受賞した。1981年に来日し、第1回ジャパンカップでメアジードーツに騎乗し優勝した。1982年にスタブロス・ニアルコスと契約しフランスに移籍した。フランスでは1985年から1990年まで、アイルランドで騎乗した1987年を除いて5回リーディングジョッキーに輝いた。また1987年には再び来日し第1回ワールドスーパージョッキーズシリーズに参加、優勝している。1988年はフランスで年間200勝を記録、これは2003年にクリストフ・スミヨンが207勝を達成するまでフランス年間最多勝記録となっていた。
3000勝以上をあげ2001年に騎手を引退した。引退後はアメリカ合衆国に戻りテキサス州ラレードで父キースらの経営するキャッシュマークファーム（Cashmark Farm）のエージェントをしている。2010年の第24回ワールドスーパージョッキーズシリーズでは表彰式プレゼンターを務め、またレース2日目に行なわれた東京競馬第7レース「シャングリラ賞（3歳1000万上）」には「C.アスムッセン騎手来場記念」の副称が付けられた。　

## 主な騎乗馬
- Dream Well（ジョッケクルブ賞、アイリッシュダービーなど）
- East of the Moon（プール・デッセ・デ・プーリッシュ、ディアヌ賞など）
- Kingmambo（プール・デッセ・デ・プーラン、ムーラン・ド・ロンシャン賞など）
- Mendez（ムーラン・ド・ロンシャン賞、ジャンプラ賞など）
- Montjeu（ジョッケクルブ賞、アイリッシュダービーなど）
- Polish Precedent（ジャック・ル・マロワ賞、ムーラン・ド・ロンシャン賞など）
- Soviet Star（ジュライカップ、ムーラン・ド・ロンシャン賞など）
- Spinning World（ブリーダーズカップ・マイル、ジャック・ル・マロワ賞など）
- Suave Dancer（凱旋門賞、ジョッケクルブ賞など）